# Ган-Ганович, Рафал
Рафал Ган-Ганович (23 апреля 1932, Варшава — 22 ноября 2002, Люблин) — польский солдат в изгнании, наёмник, журналист, член Национального совета Польши, политический и общественный деятель, посвятивший свою жизнь антикоммунизму.

## Биография
Рафал Ган-Ганович родился в Вавере 23 апреля 1932 года. Его семья происходит от татар, поселившихся в Речи Посполитой в XVI веке. Его отец какое-то время служил во Французском Иностранном легионе, а затем отправился в Южную Америку по делам, инвестируя в каучуковую плантацию в Бразилии и золотые прииски в Аргентине. Его мать была убита в сентябре 1939 года, в первые дни немецкого вторжения в Польшу. После этого отец перевез его и сына из Вавера в варшавский район Жолибож. Они жили здесь до Варшавского восстания в августе 1944 года. Уйдя сражаться в восстании, отец спрятал его в подвале вместе с другими детьми и женщинами, но погиб в бою, оставив Рафала сиротой в двенадцать лет.
Будучи подростком-сиротой в послевоенной Польше, Ган-Ганович впервые испытал на себе последствия установления коммунистического режима в Польше и развил свои антикоммунистические убеждения. По его словам, на это также сподвигло также то, что он был одним из свидетелей того, как мальчик старшего возраста, который был искалечен во время участия в Варшавском восстании, был сброшен с лестницы и назван коммунистами «бандитом».
Примерно в 1948 году он присоединился к подпольной антикоммунистической группе молодежи, которая протестовала и проводила кампанию против недавно созданного правительства Польской Народной Республики. Они портили коммунистические пропагандистские плакаты, разрисовывали антикоммунистические граффити, а также публиковали и распространяли листовки с критикой правительства. В какой-то момент группе удалось украсть оружие у сотрудников полиции. В июне 1950 года польская тайная полиция начала арестовывать всех подозреваемых в членстве в антигосударственных группах, и друг Рафала предупредил, что его собираются арестовать. Опасаясь пыток, вынуждающих выдать других членов группы, он, спрятавшись в ходовой части, сел в советский поезд с припасами, который направлялся в Берлин, и покинул Польшу.
Прибыв в Берлин, Ган-Ганович бродил по округе, пока не нашел западный сектор. В конце концов он сдался американским властям и получил политическое убежище в связи с его деятельностью в Польше. Как и многие польские беженцы на западе, он вступил в Польскую гвардию. Это подразделение армии США было создано в сотрудничестве с польским правительством в изгнании для выполнения охранных, технических и транспортных задач. Он прошел подготовку в качестве десантника и получил звание младшего лейтенанта, получив берет от генерала Владислава Андерса.
Недовольный тем, что его разместили в Германии, из-за своей неприязни к Германии за вторжение в Польшу, он вместо этого подал заявление о размещении во Франции. Он надеялся, что это подразделение будет действовать как группа коммандос, использовавшаяся во время вторжения НАТО в Восточную Европу в первые дни холодной войны, и была выброшена в тыл врага в Польше. Он был разочарован тем, что этого не произошло, и большую часть времени в отряде проводил на карауле и патрулировании. После службы в Польской гвардии он устроился учителем в школу для польских беженцев в Париже.
Живя в Париже, Рафал был мотивирован своим статусом политического, а не экономического беженца, чтобы использовать свое время на Западе не для построения новой жизни для себя, а для борьбы с коммунизмом. В своей книге Ганович описывает предложения о работе, которые он получил от кубинских властей, которые пытались привлечь его, описывая огромные богатства, собранные Эрнесто Геварой во время боевых действий в качестве наемника в Боливии
.
В 1960-х годах он впервые начал слышать сообщения новостей о продолжающемся кризисе в Конго. Непризнанный лидер сепаратистов Моис Чомбе, который в 1961 году убил лидера конголезской независимости Патриса Лумумбу с помощью Центрального разведывательного управления, пришел к власти в 1963 году в качестве премьер-министра Конго после изгнания в Испании и теперь боролся против повстанцы Симбы, националистической и антиимпериалистической группы, которую поддерживали СССР, КНР и Куба. Восстание стало ключевым сражением в холодной войне, и Чомбе призвал западные страны помочь ему в войне, а также европейских наемников помочь его армии. Вскоре Рафал отправился в посольство Конго в Брюсселе и вызвался сражаться, руководствуясь своими сильными антикоммунистическими убеждениями.
В 1967 году Ган-Ганович отправился в Йемен по правительственному контракту от короля Саудовской Аравии, чтобы обучать местных племенных повстанцев на стороне роялистов против поддерживаемой СССР коалиции насеристских, панарабистских, республиканских и коммунистических повстанцев во время гражданской войны в Северном Йемене. В конце концов республиканская сторона победила, и европейские наемники, включая Рафаля, были изгнаны. В Йемене подразделению Гановича удалось сбить советский штурмовик, пилотируемый полковником Козловым, руководителем группы советских «военных советников» в Йемене. Документы, найденные у Козлова, позже были использованы в ООН как свидетельство активного участия СССР в военном конфликте, которое СССР отрицал.
11 ноября 1989 года назначен членом Национального совета Республики Польша от Франции на восьмой срок (1989-1991 годы) президентом польского правительства в изгнании Рышардом Качоровским.
Умер от рака легких 22 ноября 2002 года в возрасте 70 лет. Похороны состоялись 26 ноября 2002 года в Люблине. Похоронен на кладбище в Калиновщине.
В 2007 году президент Лех Качиньский посмертно наградил Гановича орденом Возрождения Польши «за выдающиеся заслуги в продвижении демократических перемен в Польше, за достижения в профессиональной и общественной работе, проводимой на благо страны».